# Моисейченков, Денис Сергеевич
Дени́с Серге́евич Моисе́йченков (21 мая 1986, Зима, Иркутская область) — российский бобслеист, разгоняющий, выступающий за сборную России с 2007 года. Участник зимних Олимпийских игр 2010 года в Ванкувере, обладатель серебряной медали юношеского чемпионата мира, призёр этапов Кубка мира и Европы, мастер спорта международного класса.

## Биография
Денис Моисейченков родился 21 мая 1986 года в городе Зима, Иркутская область. После окончания общеобразовательной школы № 26 поступил в Иркутский государственный университет путей сообщения, где уже на первых курсах вместе с другом Иваном Быргозовым начал активно заниматься лёгкой атлетикой, вскоре став одним из лучших спринтеров местного значения. В 2006 году по совету тренера решил попробовать себя в бобслее и в качестве разгоняющего присоединился к национальной сборной России.
В сезоне 2009/2010, находясь в экипаже пилота Евгения Попова, удостоился бронзовой медали на этапе Кубка мира в немецком Альтенберге, кроме того, в 2010 году на чемпионате мира среди юниоров завоевал серебро. Благодаря этим удачным выступлениям Моисейченков был вызван защищать честь страны на Олимпийских играх в Ванкувере, там в составе команды Попова боролся за призовые места в программе четырёхместных экипажей, но по итогам всех заездов оказался лишь восьмым. После того как Попов закончил карьеру профессионального спортсмена, Моисейченков перешёл в экипаж пилота Александра Касьянова.
В феврале 2012 года на этапе Кубка мира в канадском Уистлере его четвёрка финишировала второй, и спортсмен завоевал первую в карьере серебряную медаль. Ныне Денис Моисейченков соревнуется от школы высшего спортивного мастерства «Центр зимних видов спорта», находящейся под контролем Главного управления Министерства обороны.

## Допинг
20 ноября 2014 года на сайте РУСАДА появилась информация о временном отстраннении спортсмена от участия в учебно-тренировочных сборах и соревнованиях. Причиной стало наличие запрещенной субстанции в пробе «А» взятой 29 октября 2014 года на чемпионате России в Сочи.
1 апреля 2015 года Федерация бобслея России дисквалифицировала спортсмена за нарушение антидопинговых правил на 2 года 6 месяцев, начиная с 12 ноября 2014 года.